# Heather Matarazzo
Heather Amy Matarazzo (Nassau County, 10 november 1982) is een Amerikaanse actrice. Ze won in 1997 een Independent Spirit Award voor haar filmdebuut als hoofdpersonage Dawn Wiener in de tragikomedie Welcome to the Dollhouse. Ze werd hiervoor ook genomineerd voor onder meer een Golden Satellite Award. In 2000 volgde een nominatie voor een Saturn Award voor haar bijrol als Heather Wiseman in de televisieserie Now and Again.
Matarazzo debuteerde in 1993 als actrice door twee keer te verschijnen als Natasha in de Amerikaanse komedieserie The Adventures of Pete & Pete. Haar eerste filmrol in Welcome to the Dollhouse twee jaar later als een sociaal buitenbeentje op een middelbare school, betekende haar doorbraak. Sindsdien speelde Matarazzo in meer dan twintig andere films en in verscheidene televisieseries. Haar omvangrijkste rol in laatstgenoemde discipline was die in de sciencefictionkomedie Now and Again, waarin ze te zien is in alle 22 gemaakte afleveringen voor de serie werd stopgezet. Eerder verscheen ze in Roseanne als potentieel vriendinnetje voor zoontje DJ en later in The L Word als verslaggeefster Stacy Merkin. 
Matarazzo is een Amerikaanse van Ierse afkomst. Haar Italiaanse achternaam dankt ze aan haar adoptie-ouders.

## Filmografie

### Film
*Exclusief televisiefilms
| - Scream (2022) - The Fiddling Horse (2019) - Billboard (2019) - Smothered by Mothers (2019) - Stuck (2018) - Don't Worry, He Won't Get Far on Foot (2018) - Culling Hens (2016) - Girl Flu. (2016) - Her Composition (2015) - Sidewalk Traffic (2015) - Mangus! (2011) - Hostel: Part II (2007) - Believe in Me (2006) - The Princess Diaries 2: Royal Engagement (2004) - Saved! (2004) - Home of Phobia (2004) - The Pink House (2003) - Sorority Boys (2002) - The Princess Diaries (2001) - Company Man (2000) - Scream 3 (2000) - Blue Moon (2000) | - Cherry (1999) - Penance (1999) - Getting to Know You (1999) - Cuisine américaine (1998) - 54 (1998) - Strike! (1998) - The Devil's Advocate (1997) - The Deli (1997) - Hurricane (1997) - Arresting Gena (1997) - Welcome to the Dollhouse (1995) |

### Televisie
*Exclusief eenmalige gastrollen
- Wednesday - Judi Spannegel (2025, drie afleveringen)
- Exes & Ohs - Crutch (2006-2007, zes afleveringen)
- The L Word - Stacy Merkin (2007, vier afleveringen)
- Myra: Miracles Happen (2002, videoclip)
- Stage on Screen: The Women (2002, tv-film)
- Our Guys: Outrage at Glen Ridge (1999, tv-film)
- Now and Again - Heather Wiseman (1999-2000, 22 afleveringen)
- Sheryl Crow: A Change Would Do You Good, Version 2 (1997, videoclip)
- Roseanne - Heather (1997, vier afleveringen)
- Townies - Bethany (1996, vier afleveringen)
- The Adventures of Pete & Pete - Natasha (1993, twee afleveringen)